# Cherax wagenknechtae
Cherax wagenknechtae ist eine Flusskrebsart, die endemisch in einigen Fließgewässersystemen der Halbinsel Vogelkop auf der Insel Neuguinea vorkommt. Vor ihrer wissenschaftlichen Erstbeschreibung war die Art schon länger im Aquarienhandel unter dem Namen „Roter Papuakrebs“ oder „Cherax boesemani 'Red Brick'“, englisch Red Brick Crayfish, bekannt.

## Beschreibung
Das größte gefundene Tier, ein Männchen, erreicht eine Körperlänge von 153 Millimeter und eine Carapax-Länge von 71,5 Millimeter. Die Art entspricht in ihrer Gestalt der typischen Form der Flusskrebse und ist von verwandten Arten anhand der Färbung und einiger morphologischer Details unterscheidbar. Die Tiere sind in der Grundfarbe (des Carapax und Pleon) rot, von braunrot bis weinrot, gefärbt. Charakteristisch für die Art ist die Färbung der Schere (Chela). Diese ist in der Grundfärbung entweder wie der Körper leuchtend rot oder blassrot, individuell und je nach Lokalpopulation etwas verschieden. Der obere (dorsolaterale) Rand ist entweder gelblichweiß oder blass rosa, mit einem weißen Fleck. Zum Vorderende hin ist sie dunkler gefärbt, entweder dunkelblau oder schwarz. Von der schon länger bekannten und nächstverwandten Art Cherax pulcher (auch dieser von Christian Lukhaup entdeckt und erstbeschrieben) unterscheiden außerdem einige Maße in der Gestalt der Chelae und des Rostrums (des spitzen Fortsatzes des Carapax vorn zwischen den Augen) und ein großer Zahn an der Schneidekante des beweglichen Scherenfingers (Dactylus).

## Verbreitung und Biologie
Die Art ist ausschließlich bekannt aus den Gewässersystemen der Flüsse Beraur und Klasabun, im Westen der Halbinsel Vogelkop nahe der Stadt Teminabuan. Die Region liegt in der Provinz Papua Barat (Westpapua), die politisch zu Indonesien gehört. Sie wurde dort in relativ flachen Waldbächen, fast ohne Wasserpflanzen, gefunden. Die Flusskrebse verbergen sich tagsüber in selbst gegrabenen Bauen in der Uferböschung oder unter Steinen bzw. zwischen pflanzlichem Detritus. Die größeren Männchen sind teilweise auch tagaktiv. Zur Biologie ist sonst nicht viel bekannt. Im Aquarium sind die Tiere, wie typisch für Flusskrebse generell, Allesfresser.

## Nutzung
Die Flusskrebsart wird lokal als Speisekrebs gefangen und in den nahegelegenen Ortschaften genutzt. Dort gefangene Individuen gelangten in den Aquarienhandel, wo sie recht weit verbreitet sind. Eine Nachzucht im Aquarium ist möglich.

## Namensgebung
Der Flusskrebs-Experte Christian (Chris) Lukhaup aus Waiblingen hat die neu entdeckte Krebsart nach Sahra Wagenknecht benannt, weil sie ihn inspiriert habe, für eine faire und bessere Welt zu kämpfen. Mit der Namensgebung wolle er sich bei ihr bedanken.